# Derg
Il Derg (Ge'ez: ደርግ, "comitato" o "consiglio"), noto ufficialmente come il Governo militare provvisorio dell'Etiopia socialista, è stata una giunta militare che governò l'Etiopia e l'attuale Eritrea dal 1974 al 1987.
Il governo fu istituito nel giugno del 1974 da ufficiali di basso grado dell'Esercito etiope e della polizia con il nome di Comitato di coordinamento delle forze armate, della polizia e dell'esercito territoriale, sotto la guida di Aman Mikael Andom. Il Derg, formalmente rinominato in Consiglio provvisorio militare amministrativo, rovesciò nel settembre del 1974 il governo dell'Impero d'Etiopia e dell'Imperatore Hailé Selassié durante proteste di massa, rendendo illegale la monarchia e adottando il marxismo-leninismo come ideologia politica: l'Etiopia divenne quindi uno Stato socialista monopartitico. L'abolizione del feudalesimo, l'aumento dell'alfabetizzazione, la campagna di nazionalizzazioni e una riforma terriera radicale divennero le priorità del nuovo regime, come anche l'insediamento e il popolamento dell'Acrocoro Etiopico. Menghistu Hailé Mariàm divenne presidente nel 1977 e lanciò il Qey Shibir (il terrore rosso) per eliminare gli oppositori politici, con decine di migliaia di prigionieri condannati a morte senza processo.
A metà degli anni ottanta, l'Etiopia fu colpita da diversi problemi come siccità, crisi economiche, una carestia tra il 1983 e il 1985, un crescente affidamento agli aiuti dall'estero, malgoverno, corruzione, le conseguenze delle politiche fallite del Derg, la guerra d'indipendenza dell'Eritrea e la guerra civile etiope tra il Derg e milizie etniche foraggiate dagli Stati Uniti d'America. Nel 1987, Menghistu sciolse il Derg e formò la Repubblica Popolare Democratica d'Etiopia guidata dal Partito dei Lavoratori d'Etiopia (PLE), con un nuovo governo predominato dai membri sopravvissuti del precedente regime.
Il Derg viene considerato come il principale responsabile per le morti di oltre un milione di etiopi, la maggior parte di questi morirono a causa di esecuzioni di massa, torture e di fame.

## Storia

### Nascita

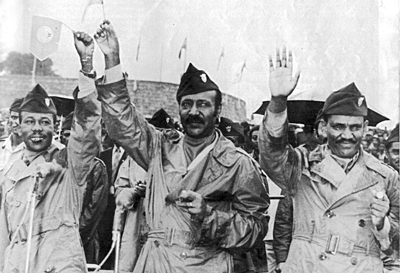
I capi del Derg: Mengistu Haile Mariam, Aman Mikael Andom e Atnafu Abate

Dopo la rivoluzione popolare del febbraio 1974, il primo segnale di ogni insurrezione di massa fu l'azione dei soldati della 4ª Brigata della 4ª Divisione dell'esercito a Neghelli, nell'Etiopia meridionale, dove i soldati erano insoddisfatti dello stato del loro cibo e della loro acqua. I soldati arrestarono il loro comandante di brigata e altri ufficiali, ma quando il governo inviò il comandante delle forze di terra, il generale Deresse Dubala, per trattare con i ribelli, quest'ultimi lo trattennero e lo costrinsero a mangiare il loro cibo e a bere la loro acqua. Degli ammutinamenti simili avvennero il 12 febbraio alla base dell'aeronautica di Debre Zeyit e il 25 febbraio alla 2ª Divisione di Asmara.
Il Comitato di coordinamento delle forze armate, della polizia e dell'esercito territoriale, o Derg, fu ufficialmente annunciato il 28 giugno 1974 da un gruppo di ufficiali militari per garantire il rispetto dell'ordine e della legge, in seguito all'indebolimento del governo dovuto ai diffusi ammutinamenti nelle forze armate etiopi. I suoi membri non erano coinvolti direttamente in questi ammutinamenti e il Derg non fu il primo comitato militare organizzato per sostenere l'amministrazione del primo ministro Endelkachew Makonnen: Alem Zewde Tessema aveva infatti già istituito un comitato delle forze armate il 23 marzo dello stesso anno. Nel corso dei mesi successivi, i radicali nelle forze armate etiopi iniziarono a credere che Makonnen stesse agendo nel bene dell'odiata aristocrazia feudale, e quando un gruppo di notabili chiese il rilascio di un numero di ministri del governo e di ufficiali arrestati per corruzione e altri crimini, dopo tre giorni venne annunciato il Derg.
Inizialmente formato da soldati della capitale, il Derg aumentò i suoi membri includendo i rappresentanti delle 40 unità dell'esercito, dell'aeronautica, della marina, della Kebur Zabagna (la Guardia imperiale), dell'esercito territoriale e della polizia: ogni unità avrebbe dovuto inviare tre rappresentanti, che avrebbero dovuto essere soldati, sottufficiali, ufficiali subalterni e fino al grado di maggiore. Secondo lo storico etiope Bahru Zewde, "gli alti funzionari furono considerati troppo compromessi per la loro stretta associazione con il regime." Fu riportato che il Derg era formato da 120 soldati, un'affermazione che ha ottenuto un vasto consenso dovuto all'abituale segretezza del Derg nei suoi primi anni. Ma Bahru Zewde nota che "in realtà, il loro numero era inferiore a 110", e Aregawi Berhe cita due fonti diverse che riportano 109 persone come membri del Derg. Non furono ammessi nuovi membri e il numero diminuì, specialmente nei primi anni, dato che molti membri furono espulsi o uccisi. Il Derg si riunì al quartier generale della 4ª divisione.
Il comitato elesse il maggiore Menghistu Hailé Mariàm come presidente e il maggiore Atnafu Abate come suo vice. Il Derg doveva inizialmente studiare le rimostranze di varie unità militari, indagare sugli abusi degli alti funzionari e dello staff nonché di sradicare la corruzione dall'apparato militare.
Nei mesi successivi alla sua fondazione, il Derg acquisì sempre più potere e a luglio ottenne delle concessioni fondamentali dal negus Hailé Selassié, come il potere di arrestare non solo gli ufficiali militari ma anche quelli di governo a tutti i livelli. Gli ex primi ministri Aklilu Habte-Wold e Endelkachew Makonnen, assieme alla maggior parte dei loro sottoposti, molti governatori regionali, alcuni alti funzionari militari e ufficiali della corte imperiale, furono presto imprigionati. Ad agosto, dopo che venne presentata all'imperatore la proposta di riformare la costituzione e istituire una monarchia costituzionale, il Derg iniziò un programma di smantellamento del governo imperiale per prevenire ulteriori sviluppi verso quella direzione. Il 12 settembre 1974, il Derg depose e imprigionò il negus.
Il 15 settembre dello stesso anno, il comitato si rinominò nel Consiglio provvisorio militare amministrativo e prese il controllo del governo. Il Derg scelse come suo presidente e capo di Stato il tenente generale Aman Mikael Andom, un popolare leader militare diplomato alla Reale accademia militare di Sandhurst. Tale azione avrebbe ostacolato il ritorno del principe erede al trono Amhà Selassié dalle cure mediche in Europa, quando avrebbe assunto il trono come monarca costituzionale. Tuttavia, il generale Andom si trovò in disaccordo con gli elementi radicali all'interno del Derg sul problema di una nuova offensiva militare in Eritrea e sulla loro proposta di giustiziare gli alti ufficiali dell'ex governo di Selassié. Dopo aver eliminato le unità fedeli all'ex imperatore - ingegneri, guardie e membri dell'aviazione - il Derg rimosse il generale Andom dal suo incarico e lo condannò a morte il 23 novembre 1974, assieme ad alcuni sostenitori e 60 ufficiali del precedente governo imperiale.
Il generale brigadiere Tafari Bante divenne il nuovo presidente del Derg e il nuovo capo di Stato, con vicepresidenti Menghistu e Atnafu Abate, entrambi con la promozione a tenenti colonnelli. La monarchia venne abolita formalmente nel maggio del 1975 e il marxismo-leninismo fu proclamato come ideologia dello Stato. L'imperatore Hailé Selassié morì il 22 agosto del 1975, mentre il suo medico personale era assente, ma si sospetta che Menghistu sia il mandante dell'omicidio o il diretto responsabile.

### Governo di Menghistu
Dopo i conflitti interni che portarono alla fucilazione del generale Tafari Benti e di diversi suoi sostenitori nel febbraio del 1977, e dopo la condanna a morte del colonnello Atnafu Abate nel novembre dello stesso anno, Menghistu ottenne la leadership indiscussa del Derg. Nel 1987, sciolse formalmente il Derg e istituì la Repubblica Democratica Popolare d'Etiopia sotto una nuova costituzione.
Molti membri del Derg rimasero in ruoli chiave del governo e servirono anche come membri del Comitato centrale e del Politburo del Partito dei Lavoratori d'Etiopia. Menghistu divenne il segretario generale del PLE e il presidente della Repubblica, mantenendo la carica di Comandante in capo delle forze armate.

### Guerra civile

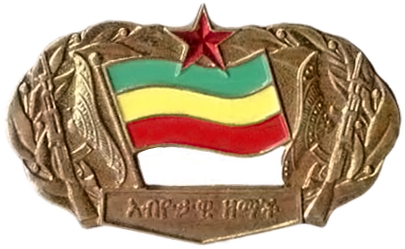
Spilla di partito del Derg, 1979

L'opposizione al regime del Derg si rivelò essere la causa principale della guerra civile in Etiopia. Questo conflitto iniziò come una serie di violenze extralegali avvenute tra il 1975 e il 1977 nel periodo noto come il "Terrore rosso", durante il quale il Derg lottò per mantenere la propria autorità scontrandosi prima con vari gruppi d'opposizione, e dopo con altri intenzionati a manovrare il partito di Stato. Sebbene entrambi gli schieramenti avessero compiuto delle violazioni dei diritti umani, fu il governo a commettere la maggior parte degli abusi contro i civili nonché azioni che portarono a una devastante carestia.
Una volta ottenuta la vittoria su questi gruppi e respinta con successo un'invasione della Somalia nel 1977, il Derg ingaggiò una guerra brutale contro gli oppositori armati. In questi gruppi vi erano guerriglieri in lotta per l'indipendenza dell'Eritrea, ribelli del Tigrè (con il nascente Fronte Popolare di Liberazione del Tigrè) e altri gruppi che comprendevano i conservatori e filomonarchici dell'Unione Democratica Etiope e gli estremisti di sinistra del Partito Rivoluzionario del Popolo Etiope. Con il Derg, l'Etiopia divenne il più stretto alleato africano del blocco orientale e diventò uno degli Stati meglio equipaggiati militarmente della regione, grazie a ingenti aiuti militari provenienti principalmente dall'Unione Sovietica, dalla Germania Est, da Cuba e dalla Corea del Nord.
Il 4 marzo 1975, il Derg annunciò un programma di riforme terriere inequivocabilmente radicale che portò alla nazionalizzazione di tutte le terre rurali e all'abolizione degli affitti, incaricando i contadini di applicare l'intero schema previsto. Nonostante il Derg abbia ottenuto un piccolo rispetto durante il suo regime, questa riforma portò a una rara dimostrazione di supporto per la giunta, come descritto dagli Ottaway:
Ma la cattiva gestione, la corruzione e l'ostilità generale al regime violento del Derg, assieme agli effetti della guerra costante contro i guerriglieri separatisti in Eritrea e Tigrè, portarono a una drastica caduta nella produttività generale di cibo e colture in contanti. Nell'ottobre del 1978, il Derg annunciò la "Campagna nazionale rivoluzionaria di sviluppo" per mobilizzare risorse umani e materiali e trasformare l'economia, una riforma che portò a un piano di dieci anni (1984 - 1994) per aumentare la produzione agricola e industriale, prevedendo una crescita del PIL pari al 6,5% e un aumento del 3,6% del reddito pro capite. Tuttavia, in questo periodo il redditto pro capite caIò dello 0,8%. Lo studioso Alex de Waal osserva che mentre la carestia che colpì l'Etiopia nella metà degli anni ottanta viene spesso attribuita alla siccità, un'attenta indagine mostra che la diffusa siccità si verificò solo pochi mesi dopo l'inizio della carestia. Centinaia di migliaia di persone fuggirono dalla miseria economica, dalla leva militare e dalla repressione politica e andarono a vivere nei Paesi vicini e in tutto il mondo occidentale, creando una diaspora etiope.

### Aiuti internazionali e controversie
La carestia nella metà degli anni ottanta portò la situazione politica dell'Etiopia all'attenzione del mondo e ispirò attività di beneficenza nelle nazioni occidentali, tra cui Oxfam e l'evento Live Aid del 13 luglio 1985. Il denaro raccolto fu distribuito tra le varie ONG attive in Etiopia, ma nacque una controversia quando fu scoperto che alcune di queste ONG erano sotto il controllo o l'influenza del Derg e che alcuni soldi donati dall'Oxfam e dal Live Aid erano stati usati per finanziare i programmi di reinsediamenti forzati, sotto i quali il governo sfollò milioni di persone e uccise tra i 50 000 e i 100 000 civili. Un'inchiesta della BBC riportò che i ribelli avevano usato milioni di sterline degli aiuti per comprare armi, ma queste accuse furono in seguito completamente ritirate dall'azienda.

### Scioglimento

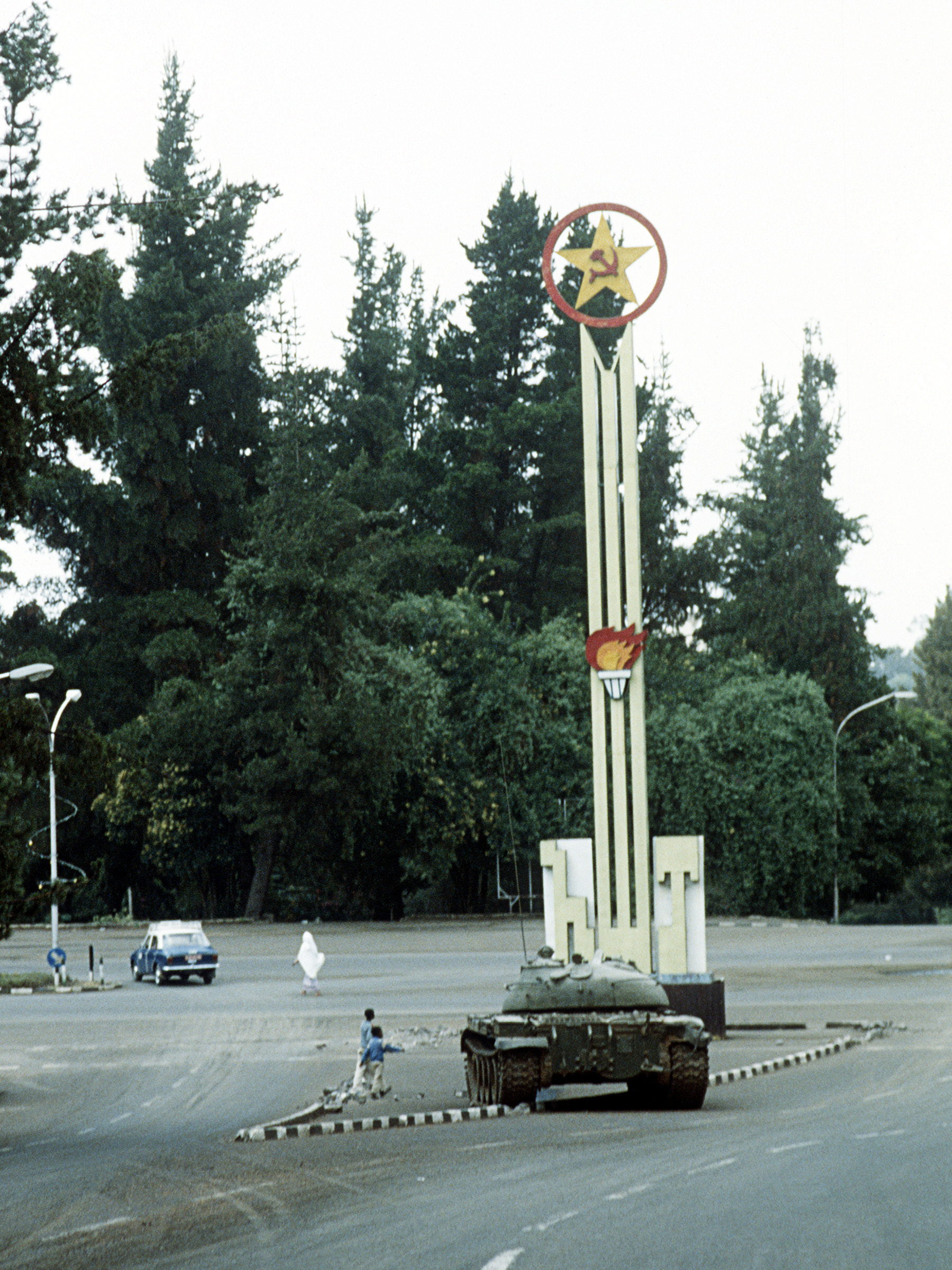
Carri armati nelle strade di Addis Abeba dopo la cattura della capitale da parte dei ribelli

Sebbene il regime del Derg fosse finito ufficialmente il 22 febbraio 1987, tre settimane dopo un referendum che approvò la costituzione della Repubblica Popolare Democratica d'Etiopia, il nuovo governo non fu completamente in carica (e il Derg formalmente abolito) prima di settembre dello stesso anno. I membri sopravvissuti del Derg, incluso Menghistu, rimasero al potere come leader del nuovo regime.
Verso la fine degli anni ottanta, le situazioni geopolitiche si rivelarono sfavorevoli al governo comunista, con l'Unione Sovietica in una fase di cambiamenti politici con la glasnost' e la perestrojka di Michail Gorbačëv. I Paesi del blocco socialista ridussero drasticamente i loro aiuti all'Etiopia per cercare di far funzionare le proprie economie. Ciò portò a maggiori problemi economici, e l'esercito si indebolì di fronte agli assalti dei guerriglieri nel nord. L'Unione Sovietica smise definitivamente di aiutare l'Etiopia nel dicembre del 1990 e la caduta dei regimi comunisti europei con le rivoluzioni del 1989 costituì un grave colpo al Paese africano.
Verso la fine di gennaio del 1991, una coalizione di forze ribelli del Fronte Democratico Rivoluzionario del Popolo Etiope (FDRPE) conquistarono Gondar (l'antica capitale), Bahar Dar e Dessiè, mentre il Fronte di Liberazione del Popolo Eritreo ottenne il controllo di tutta l'Eritrea ad eccezione di Asmara e Assab al sud. L'URSS, a causa della crisi interna, non poté più aiutare il Derg.
Le azioni di Menghistu furono frenetiche: riunì lo Shengo, il parlamento etiope, per una sessione di emergenza e riorganizzò il suo governo, ma come conclude Henze, "questi cambiamenti avvennero troppo tardi per essere efficaci". Il 21 maggio, affermando di ispezionare le truppe in una base nell'Etiopia meridionale, Menghistu fuggì dal Paese per rifugiarsi in Kenya. Da qui si diresse con la sua famiglia verso lo Zimbabwe, dove gli venne garantito l'asilo.
Entrato ad Addis Abeba, il FDRPE sciolse subito il Partito dei Lavoratori d'Etiopia e arrestò quasi tutti i principali ufficiali del Derg.
A dicembre del 2006, settantatré ufficiali del Derg furono giudicati colpevoli di genocidio. Trentaquattro persone erano presenti alla corte, quattordici sono morte durante il lungo processo e venticinque, incluso Menghistu, furono processati in absentia. Il processo finì il 26 maggio del 2008, e molti degli ufficiali furono condannati a morte. Nel dicembre del 2010, il governo etiope commutò la pena di morte di ventitré ufficiali del Derg. Il 4 ottobre 2011, sedici ex ufficiali furono liberati, dopo vent'anni di carcere. Il governo etiope diede la libertà condizionata a quasi tutti gli ufficiali del Derg che erano stati imprigionati per vent'anni.
Altri ufficiali del Derg riuscirono a scappare, e organizzarono gruppi ribelli per rovesciare il nuovo governo dell'Etiopia. Uno di questi gruppi è il Fronte d'Unità dei Patrioti Etiopi che finanziò un'insurrezione nella regione di Gambella dal 1993 al 2012.

## Lista dei Presidenti
| Periodo                              | Nome                   | Partito      | Note            |
| ------------------------------------ | ---------------------- | ------------ | --------------- |
| 12 settembre - 17 novembre 1974      | Aman Mikael Andom      | Militare     |                 |
| 17 novembre - 28 novembre 1974       | Menghistu Hailè Mariàm | Militare     | Primo mandato   |
| 28 novembre 1974 - 3 febbraio 1977   | Tafari Bante           | Militare     |                 |
| 11 febbraio 1977 - 10 settembre 1987 | Menghistu Hailè Mariàm | Militare/PLE | Secondo mandato |

## Comitato permanente (gennaio 1985)
- Presidente: Menghistu Hailé Mariàm
- Segretario generale: ten. col. Fikre Selassie Wogderess
- Segretario generale deputato: col. Fisseha Desta
- Affari militari: ten. gen. Tesfaye Gebre Kidan
- Sicurezza: Teka Tulu
- Sviluppo e pianificazione: Addis Tedla
- Organizzazione del partito: Legesse Asfaw
- Affari amministrativi e legali: Wubshet Dessie
- Altri membri: Genesse Wolde-Kidan, Endale Tessema, Kassahun Tafesse, Birhanu Bayeh